# Ratbat
Ratbat es un personaje ficticio del universo de Transformers del grupo de los Decepticons simbióticos de Soundwave.

## Transformers G1

### Serie Animada
Ratbat es un Decepticon que se transforma en un Micro-Cassette del grupo de Soundwave, reemplazó a Laserbeak en las misiones de exploración y espionaje después del ataque de Ciudad Autobot en el año 2005, porque muchas de las misiones requerían de navegación espacial y Ratbat era más indicado para esas misiones ya que por eso Laserbeak solo tenía un límite de exploración. No se sabe mucho de donde y cuando viene su primera aparición fue en la gran batalla de Ciudad Autobot en el 2005.

### Cómics
Ratbat era el encargado del combustible en el planeta Cybertron, que viajó a la Tierra para supervisar las operaciones del líder Decepticon Shockwave, al que criticaba por gastar demasiado combustible de forma ineficaz. Durante un enfrentamiento contra Fortress Maximus en el espacio, Shockwave cayó a la atmósfera, ardió y se le dio por muerto, y Ratbat se convirtió en el líder de los Decepticons.
Algún tiempo después, Starscream, quien sabía de la existencia de otros Decepticons liderados por Scorponok, arregló que ambos grupos se encontraran, lo que causó una guerra civil entre Decepticons, lo que dio a Starscream la oportunidad de tomar el poder de la legendaria Underbase (Base Submarina en España).
Los Autobots y ambos grupos Decepticons se aliaron contra Starscream y sufrieron varias bajas. Optimus Prime se quedó atrás para desarrollar un plan para detener a Starscream, pero tanto Ratbat como Scorponok creían que Optimus quería el poder de la Underbase para sí mismo y lo atacaron. Ratbat declaró que el poder de la Underbase sería suyo, pero Scorponok discrepó y le disparó, lo que causó la muerte de Ratbat.

## Transformers Animated
Al igual que Laserbeak y en Transformers G1 sigue siendo simbiosis de Soundwave su transformación es un Teclado su primera aparición fue en el episodio Humanidad error de la tercera temporada luchando contra los Autobots ya que al final logra ser derrotado junto con su amo Soundwave a manos de Optimus Prime.
- Datos: Q738524